# Шадрак Аколо
Шадрак Аколо (фр. Chadrac Akolo, нар. 1 квітня 1995, Кіншаса) — конголезький футболіст, фланговий півзахисник швейцарського «Санкт-Галлена» і національної збірної ДР Конго.

## Клубна кар'єра
Народився 1 квітня 1995 року в місті Кіншаса. Вихованець юнацьких команд швейцарських футбольних клубів «Бекс» та «Сьйон».
У дорослому футболі дебютував 2014 року виступами за головну команду останнього, кольори якої захищав до 2017 року. Частину 2016 року провів в оренді в «Ксамаксі».
9 липня 2017 року уклав чотирирічний контракт з німецьким «Штутгартом», в якому був гравцем ротації.
Влітку 2019 року перебрався до Франції, ставши гравцем «Ам'єна». У сезоні 2019/20 взяв участь у 15 іграх Ліги 1, в яких відзначився двома голами, не зумівши допомогти команді зберегти прописку у найвищому французькому дивізіоні.

## Виступи за збірну
2017 року дебютував в офіційних матчах у складі національної збірної ДР Конго.
У складі збірної був учасником Кубка африканських націй 2019 року в Єгипті, де виходив на поле в двох іграх, а його команда припинила боротьбу на стадії 1/8 фіналу.

## Титули і досягнення

### Командні
- Володар Кубка Швейцарії (1):

«Сьйон»: 2014-2015

### Особисті
- Найкращий бомбардир Суперліги — 2023-24 (14 голів)